# SCP 81–88
Die Schlepptenderlokomotiven 81–88 der Chemin de fer de Smyrne-Cassaba et Prolongements (SCP) wurden 1926 von der Lokomotivfabrik Corpet-Louvet in La Courneuve für den Einsatz auf dem von Izmir ausgehenden Streckennetz der Gesellschaft geliefert. Zusammen mit der SCP gingen die Lokomotiven 1934 an die türkische Staatsbahn TCDD, die die letzten Maschinen Anfang der 1980er Jahre ausmusterte.

## Geschichte
Nach dem  Ersten Weltkrieg und dem darauffolgenden Griechisch-Türkischen Krieg war der Lokomotivbestand der SCP überaltert und durch mangelnde Unterhaltung dringend erneuerungsbedürftig. Die Gesellschaft beschaffte daher in den Jahren nach dem Vertrag von Lausanne mehrere Serien neuer Lokomotiven. Dazu zählten die acht von Corpet-Louvet gelieferten Decapods mit der Achsfolge 1’E, die die leistungsfähigsten von der SCP je beschafften Lokomotiven waren. Corpet-Louvet war bis dahin vor allem als Hersteller von Schmalspurlokomotiven aufgetreten, mit den SCP-Lokomotiven fertigte das Unternehmen soweit bekannt die bis dahin größten von ihm hergestellten Dampflokomotiven.
Bedingt durch den schwachen Oberbau musste eine Achslast von 13,2 Tonnen eingehalten werden. Um dennoch die nötige Leistung unterzubringen, wurde die Achsfolge 1’E gewählt, mit der eine hohe Reibungsmasse bei geringer Achslast möglich war. Nach Auslieferung wurden die Lokomotiven vor allem auf der Bahnstrecke Manisa–Bandırma eingesetzt. Ebenso befuhren sie die andere Hauptstrecke der SCP, die Bahnstrecke Izmir–Afyonkarahisar. 1934 wurde die SCP verstaatlicht und die Lokomotiven gingen an die Türkische Staatsbahn TCDD. Diese reihte sie zunächst mit den Nummern 56.011–018 in ihren Bestand ein. Ab 1937 erhielt die TCDD die ersten Exemplare ihrer neuen Einheitslokomotiven der Reihe 56.001–166, die zunächst den Nummernblock ab 56.021 besetzten. 1940 wurden die älteren SCP-Maschinen in 56.911–918 umgenummert und ihre bisherigen Nummern durch die weiteren, ab 1940 gelieferten Einheitslokomotiven übernommen.
Nach dem Übergang an die TCDD erweiterte sich das Einsatzgebiet der Lokomotiven. Sie übernahmen Traktionsleistungen auf den ab 1935 ebenfalls der TCDD gehörenden Bahnstrecke İzmir–Eğirdir der Ottoman Railway Company (ORC) von Izmir in Richtung Osten sowie deren Zweigstrecken. Die Lokomotiven wurden vielfältig eingesetzt, neben Personen- und Güterzügen auf ihren Stammstrecken übernahmen sie Schiebedienste und Einsätze im Banliyö Trenleri im Vorortverkehr von Izmir. Die beim Personal beliebten und leistungsfähigen Lokomotiven blieben über 50 Jahre im Einsatz, die letzten wurden 1982 ausgemustert.
Vier Lokomotiven der Reihe blieben bislang erhalten. Die Lokomotiven 56.914 und 56.917 stehen im Eisenbahnmuseum Çamlık als Museumslokomotiven, die Maschinen 56.911 und 56.912 an den Bahnhöfen von Nazilli und Alaşehir.

## Technische Merkmale
Die Lokomotiven wurden als technisch vergleichsweise einfach gestaltete zweizylindrige Heißdampflokomotiven ausgeführt und galten als für ihre Achsfolge relativ kleine, aber moderne Maschinen. Sie erhielten einen Speisewasservorwärmer und Kolbenschieber. Die Vorlaufachse ist in einem Bisselgestell gelagert.